# Агарино (Ступинский район)
Агарино — деревня в Ступинском районе Московской области в составе Семёновского сельского поселения (до 2006 года входила в Ивановский сельский округ). На 2015 год Агарино, фактически, дачный посёлок: при 18 жителях в деревня 7 улиц и 1 садовое товарищество, деревня связана автобусным сообщением с соседними населёнными пунктами. Впервые в исторических документах упоминается в 1627 году, как Огорино, с 1709 года — Агарино. В

## Население
| 2002 | 2006 | 2010 |
| ---- | ---- | ---- |
| 25   | ↘16  | ↗18  |

Агарино расположено на западе района, на внешней стороне большого Московского кольца, на безымянном ручье бассейна реки Лопасня, высота центра деревни над уровнем моря — 164 м. Ближайшие населённые пункты: Протасово — около 200 м на юго-восток, Кравцово в 0,8 км южнее и Ивановское — около 0,7 км на восток.